# China Media Group
 (mai 2021).
La mise en forme du texte ne suit pas les recommandations de Wikipédia : il faut le « wikifier ».
Les points d'amélioration suivants sont les cas les plus fréquents. Le détail des points à revoir est peut-être précisé sur la page de discussion.
- Les titres sont pré-formatés par le logiciel. Ils ne sont ni en capitales, ni en gras.
- Le texte ne doit pas être écrit en capitales (les noms de famille non plus), ni en gras, ni en italique, ni en « petit »…
- Le gras n'est utilisé que pour surligner le titre de l'article dans l'introduction, une seule fois.
- L'italique est rarement utilisé : mots en langue étrangère, titres d'œuvres, noms de bateaux, etc.
- Les citations ne sont pas en italique mais en corps de texte normal. Elles sont entourées par des guillemets français : « et ».
- Les listes à puces sont à éviter, des paragraphes rédigés étant largement préférés. Les tableaux sont à réserver à la présentation de données structurées (résultats, etc.).
- Les appels de note de bas de page (petits chiffres en exposant, introduits par l'outil «  Source ») sont à placer entre la fin de phrase et le point final[comme ça].
- Les liens internes (vers d'autres articles de Wikipédia) sont à choisir avec parcimonie. Créez des liens vers des articles approfondissant le sujet. Les termes génériques sans rapport avec le sujet sont à éviter, ainsi que les répétitions de liens vers un même terme.
- Les liens externes sont à placer uniquement dans une section « Liens externes », à la fin de l'article. Ces liens sont à choisir avec parcimonie suivant les règles définies. Si un lien sert de source à l'article, son insertion dans le texte est à faire par les notes de bas de page.
- La présentation des références doit suivre les conventions bibliographiques. Il est recommandé d'utiliser les modèles {{Ouvrage}}, {{Chapitre}}, {{Article}}, {{Lien web}} et/ou {{Bibliographie}}. Le mode d'édition visuel peut mettre en forme automatiquement les références.
- Insérer une infobox (cadre d'informations à droite) n'est pas obligatoire pour parachever la mise en page.

Pour une aide détaillée, merci de consulter Aide:Wikification.
Si vous pensez que ces points ont été résolus, vous pouvez retirer ce bandeau et améliorer la mise en forme d'un autre article.
China Media Group (en chinois : 中央广播电视总台 ),, également connue sous le nom de Voice of China,, est la principale société de médias d'État par le biais de la radio et de la télévision en Chine.
Elle a été fondée le 21 mars 2018 en tant que société nationale regroupant :
- Télévision centrale de Chine (CCTV), comprenant China Global Television Network (CGTN) ;
- China National Radio (CNR) ;
- Radio Chine internationale (CRI).

China Media Group est une institution qui dépend du département de la propagande du Parti communiste chinois.

## Histoire
Le 21 mars 2018, le gouvernement de la République populaire de Chine a annoncé que la China Central Television (CCTV), la China National Radio (CNR) et China Radio International (CRI) feraient partie d'une nouvelle entité nationale, le China Media Group, après la première session de la 13e Congrès du peuple. Le même jour, Shen Haixiong, a été officiellement nommé nouveau président de CCTV et China Media Group.
CMG a été créée pour servir les services nationaux et internationaux de radiodiffusion et de télévision de la République populaire, qui relient des millions de Chinois sur le continent, à Hong Kong et Macao et à Taïwan et des expatriés à l'étranger.
En 2020, plusieurs actifs de CMG, notamment China Global Television Network et Radio Chine internationale, ont été désignés comme missions à l'étranger par le département d'État des États-Unis,.

## Liste des présidents

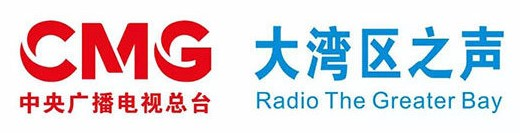
Logo CMG et Radio La Grande Baie

| No. | Nom           | Prendre place | Bureau gauche | Remarques |
| --- | ------------- | ------------- | ------------- | --------- |
| 1   | Shen Haixiong | 21 mars 2018  | Titulaire     | ,         |